# Matrimonial Manoeuvres
Matrimonial Manoeuvres è un cortometraggio muto del 1913 diretto da Maurice Costello e Wilfred North (Wilfrid North).

## Produzione
Il film fu prodotto dalla Vitagraph Company of America con il titolo di lavorazione Caught Courting. È conosciuto anche con il titolo alternativo Matrimonial Manners.

## Distribuzione
Distribuito dalla General Film Company, il film - un cortometraggio in una bobina - uscì nelle sale cinematografiche statunitensi il 17 ottobre 1913.